# Estación de Universidad (Barcelona)
Universidad es una estación de las líneas 1 y 2 de Metro de Barcelona situada bajo la plaza de la Universidad en el centro de Barcelona.
En 1926 se inauguraron los andenes de la línea 1 de Metro de Barcelona con el primer tramo del Metro Transversal, siendo cerrada entre 1971 y 1972 cuando se construyó el túnel de Renfe entre Sants y Plaza de Cataluña, que pasa muy cerca de esta estación y en un momento dado se juntan cuando va en dirección Fondo por la característica disposición de andenes de línea 1 y cercanías en el intercambiador de Plaza de Cataluña.
En 1995, se inauguraron los andenes de la línea 2 de Metro de Barcelona. En ese momento se hizo la estación accesible a personas con movilidad reducida.
La estación se encuentra muy cerca de la plaza de Cataluña, tanto es así que los accesos de la estación de FGC de Plaza de Cataluña están a menos de 500 m de la plaza de la Universidad.
| << cabecera           | < estación  | línea | estación >      | cabecera >>           |
| --------------------- | ----------- | ----- | --------------- | --------------------- |
| Metro                 |             |       |                 |                       |
| Hospital de Bellvitge | Urgell      |       | Cataluña        | Fondo                 |
| Paral·lel             | Sant Antoni |       | Paseo de Gracia | Badalona Pompeu Fabra |